# Aleš Hruška
Aleš Hruška (Městec Králové, 23 novembre 1985) è un ex calciatore ceco, di ruolo portiere.